# Nechama Rivlin
Nechama Rivlin (en hebreo: נֶחָמָה רִיבְלִין‎; Moshav Herut, Israel, 5 de junio de 1945-Petaj Tikva, 4 de junio de 2019) fue una investigadora y científica israelí, esposa del 10.º presidente de Israel Reuven Rivlin entre 2014 y 2019. Trabajó en la Universidad Hebrea de Jerusalén durante cuatro décadas, desde 1967 a 2007.

## Juventud y educación
Rivlin nació en Herut, un moshav en el centro de Israel. Sus padres, Mendi y Drora Kayla Shulman, que habían inmigrado de Ucrania, ayudaron a establecer la comunidad. Su madre enviudó cuando su esposo murió a la edad de 45 años a causa de una enfermedad. Rivlin tenía cinco años en ese momento. Su madre trabajaba entonces en la finca, "con su huerta, ganado y gallinas". “La recuerdo trabajando duro y luchando como una leona por el derecho a trabajar la tierra, a pesar de las dificultades objetivas que implicaba elegir una forma de vida tan exigente. Nunca se endeudó, lo que no es poca cosa en un acuerdo de agricultura cooperativa", escribió Rivlin más tarde.
Rivlin asistió a escuelas locales y se graduó en la Escuela Secundaria Regional Ruppin. En 1964 se matriculó en la Universidad Hebrea de Jerusalén, donde obtuvo una licenciatura en Botánica y Zoología, además de un Diplomado en Enseñanza.

## Carrera profesional
Rivlin se convirtió en investigadora en la Universidad Hebrea en 1967. Su rol inicial fue en el Departamento de Zoología y luego trabajó en la división de genética en el Departamento de Ecología Más tarde trabajó como científica en el Instituto de Ciencias de la Vida de la universidad. Rivlin se retiró en 2007.

## Vínculos políticos

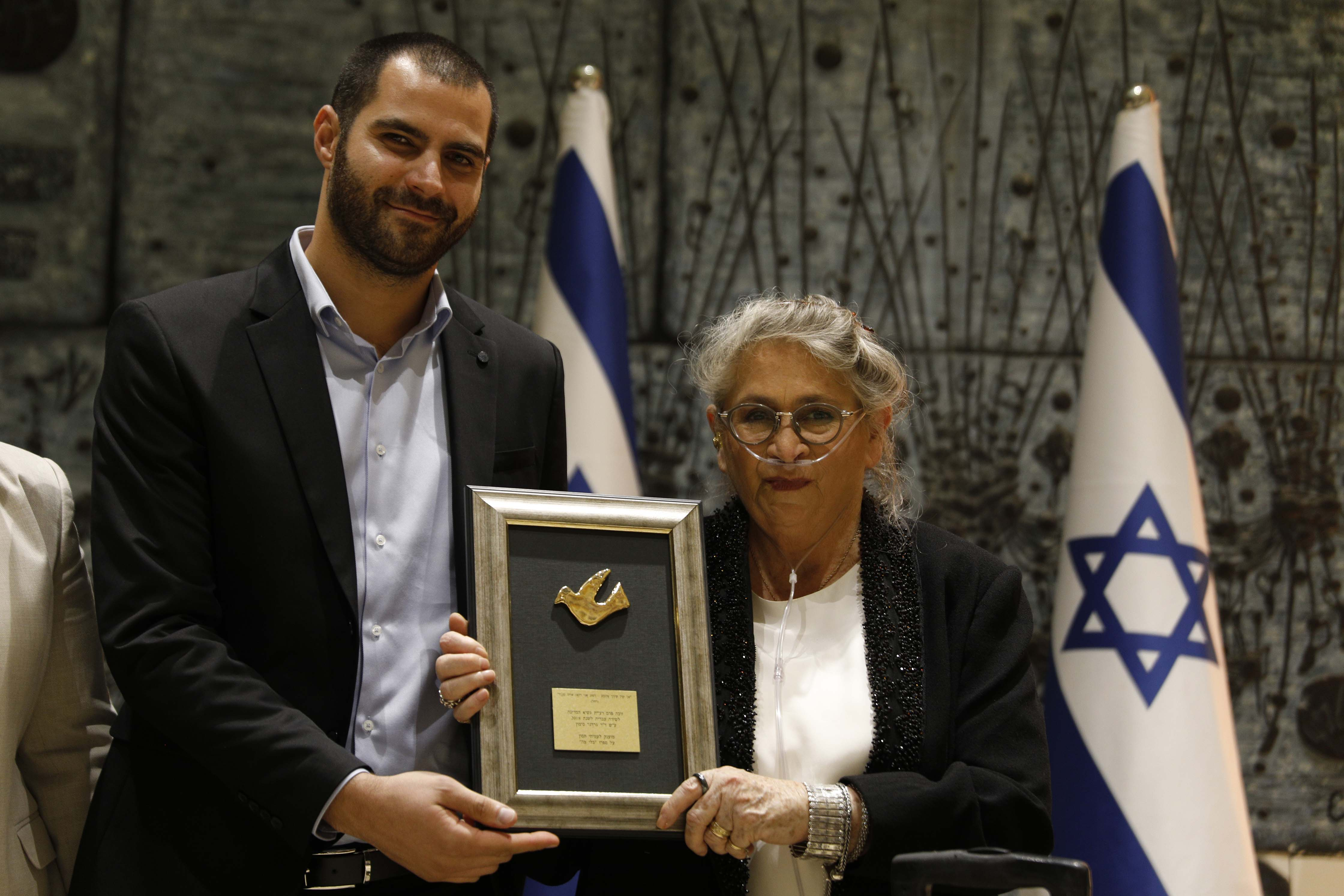
Nechama Rivlin entrega el Premio Dr. Gardner Simon de Poesía Hebrea del año 2018, al poeta Amichai Chasson por su libro «Bli Ma».

En su posición como esposa del presidente israelí, se concentró en las áreas con las que estaba más familiarizada a través de su trabajo académico y su familia. Un área de enfoque fue la naturaleza y el medio ambiente.
También fue una defensora vocal de las mujeres y los niños. Al inaugurar su primera gran iniciativa como primera dama, dio la bienvenida a 200 activistas Akim en la residencia del presidente para llamar la atención sobre las necesidades de los niños con discapacidades intelectuales y abogar por su apoyo. Compartiendo un mensaje de paz y tolerancia, recibió a estudiantes y maestros del Hand in Hand: Centro para la Educación Judío-Árabe en Israel en la Residencia del Presidente luego de un incendio provocado en su escuela. Rivlin dijo que la violencia contra los niños era un gran problema en toda la sociedad y que Israel debería trabajar para investigar y abordar el abuso infantil. "Debemos romper esta conspiración de silencio de una vez por todas", dijo. En marzo de 2016, recibió a un grupo de mujeres que habían compartido públicamente sus experiencias con la agresión sexual y el abuso doméstico. Rivlin les dijo que al contar sus historias, ayudarían a otras personas que enfrentan problemas difíciles.
Rivlin se unió a su esposo en viajes internacionales. Juntos, visitaron al presidente estadounidense Barack Obama y a la primera dama Michelle Obama en la Casa Blanca para la celebración de Januca de diciembre de 2015. Nechama y Reuven encendieron una menorá hecha en Israel por el diseñador Ze'ev Raban.
En 2018, Rivlin estableció el Premio Dr. Gardner Simon de Poesía Hebrea, el cual entregó por primera vez dicho premio al poeta Amichai Chasson.

## Vida personal y muerte
En 1970, Rivlin conoció a Reuven Rivlin en una fiesta. Se casaron en 1971, un año después de conocerse. Era su segundo matrimonio y tenía un hijo de su primer matrimonio. La pareja tuvo tres hijos, Rivka, Anat y Ran. La familia residía en Yefeh Nof Después de su jubilación en 2007, se convirtió en cinéfila, vio teatro y desarrolló un interés por la jardinería y el medio ambiente. Más tarde en la vida, estudió Historia del arte .
Rivlin sufría de fibrosis pulmonar, una enfermedad pulmonar intersticial. Se la veía regularmente en público con un tanque de oxígeno portátil. El 11 de marzo de 2019, Rivlin recibió un trasplante de pulmón gracias a una donación procedente del cuerpo de Yair Yehezkel Chalabli, de 19 años, que murió en un accidente de apnea. Murió el 4 de junio, un día antes de cumplir 74 años, en el Hospital Beilinson en Petah Tikva debido a complicaciones posteriores al trasplante. Le sobrevive su hermana Vered.
Nechama Rivlin tuvo la capilla ardiente en el Teatro de Jerusalén el miércoles 5 de junio de 2019. Los oradores en su funeral incluyeron al rabino Binyamin Lau y al autor Haim Be'er, así como a su esposo, el presidente Rivlin y sus hijos. Los cantantes Rona Kenan y Alon Eder  también participaron en el funeral. Rivlin fue enterrado en el cementerio nacional del Monte Herzl en Jerusalén ese mismo día.